# Kenan Kodro
Kenan Kodro (Sant Sebastià, Guipúscoa, 19 d'agost de 1993) és un futbolista professional basc que juga com a davanter al club Ferencvárosi TC. És internacional amb Bòsnia.

## Carrera de club
Kodro es va formar al planter de la Reial Societat, i va debutar com a sènior amb la Reial Societat B, jugant diverses temporades a Segona Divisió B. La temporada 2013–14 va marcar vuit gols, essent així el segon màxim golejador de l'equip.
El juliol de 2014, Kodro va signar contracte amb el CA Osasuna, i fou assignat inicialment a l'equip B també de la Segona B. Va debutar com a professional el 23 d'agost, entrant com a substitut en els darrers minuts en una victòria per 2–0 a casa contra el FC Barcelona B en un partir de Segona Divisió.
El 18 d'octubre Kodro va marcar el seu primer gol com a professional, el de la victòria al darrer minut per 3–2 a casa contra el CD Tenerife. El 28 de gener de 2015 va renovar el seu contracte fins al 2018 i se li assignà el dorsal 9.
Kodro fou part important de l'ascens de l'equip a Primera Divisió en els play-offs d'ascens, després de marcar tres gols en quatre partits, dos d'ells a la final contra el Girona FC.
El 19 d'agost de 2016 Kodro va debutar a Primera Divisió, sortint de titular en un empat 1–1 al camp del Màlaga CF.
El 28 de gener de 2021, Kodro fou cedit al Reial Valladolid de primera divisió, fins a final de temporada.

## Vida personal
El pare de Kodro, Meho, fou també un futbolista que jugava com a davanter. Va estar en dues etapes a la Real Sociedad B, la darrera com a entrenador.
Kodro és d'ascendència bosníaca de banda de pare.